# Малон (Њујорк)
Малон (енгл. Malone) град је у америчкој савезној држави Њујорк.

## Демографија
По попису из 2010. године број становника је 5.911, што је 164 (-2,7%) становника мање него 2000. године.
| Група             | 2000.         | 2010.         |
| Белци             | 5.896 (97,1%) | 5.615 (95,0%) |
| Афроамериканци    | 30 (0,5%)     | 36 (0,6%)     |
| Азијати           | 31 (0,5%)     | 46 (0,8%)     |
| Хиспаноамериканци | 64 (1,1%)     | 96 (1,6%)     |
| Укупно            | 6.075         | 5.911         |